# Bactrian Island
Bactrian Island (von englisch bactrian ‚zweihöckrig‘) ist eine Insel vor der Ingrid-Christensen-Küste des ostantarktischen Prinzessin-Elisabeth-Lands. Sie gehört zu den Rauer-Inseln und liegt 450 m nördlich von Efremova Island.
Australische Wissenschaftler benannten sie nach zwei rundlichen Landspitzen an ihrer Nordwestküste.